# Haris Džinović
Haris Džinović, född 26 september 1951 i Sarajevo, Bosnien och Hercegovina (forna Jugoslavien), är en bosnisk folkmusiker, kompositör och låtskrivare.

## Karriär
Džinović började sin karriär 1975. Fascinerad av romer och deras musik bildade han 1981 bandet Sar e Roma tillsammans med en grupp välkända romska musiker. De spelade på flera konserter runtom i världen. Džinović och Sar e Roma släppte tre album, mellan 1982 och 1986, vilka senare utgjort samlingsalbum flera år efter deras samarbete. 
1989 började Džinović återigen spela folkmusik och skapade då ett specifikt sound för sina sånger. Med sitt första album, det självbetitlade Haris, blev nästan alla av låtarna stora hits. 1991 släppte han ett andra album. Kriget i Bosnien bröt ut just vid denna tidpunkt, och Džinović flyttade tillfälligt till Österrike, där han spelade på diverse välgörenhetskonserter för Bosnien. 1994 reste han vidare till Frankrike och bodde där ett tag i Cannes och Saint-Tropez. Han reste sedan till Spanien och till slut tillbaka till Frankrike och Paris.
Genom sina resor och konserter över hela världen har Džinović lärt sig flera olika språk. På sina uppträdanden sjunger han andra artisters sånger, och gör det då på olika främmande språk; engelska, spanska, franska, ryska och grekiska. Han spelar även flera olika musikinstrument.
Under sin vistelse i Spanien arbetade Džinović med ett antal nya sånger, som han spelade in på spanska, engelska och romani. Han gjorde också flera nya versioner av sina gamla hits. Dessa låtar finns med på albumet Jesu l' dunje procvale som släpptes 1996. Under samma period samarbetade han med bland annat Gipsy Kings.
Haris Džinović är sedan 1997 bosatt i Paris, där han fram till år 2000 ägde och drev en egen restaurang. Han stängde ner den då han bestämt sig för att fokusera mer på sin internationella karriär. Han har sålt nära fem miljoner album världen över och samarbetat med artister som Željko Joksimović och Hari Mata Hari (Hajrudin Varešanovic).

## Diskografi

### Album med Sar e Roma
- ...Kao Cigani! – 1982
- Kiko, Kiko – 1983
- Romske pjesme/Gypsy Songs – 1985

### Solo (studioalbum)
- Ostariću, Neću Znati – 1989 (som "Haris")
- Poznaćeš Me – 1991
- Jesul' dunje procvale– 1996
- Haris Džinović – 2000
- Magic – 2009
- Haris – 2017